# Anton Lesser
Anton Lesser (Birmingham, 14 febbraio 1952) è un attore britannico, conosciuto per il suo ruolo di Qyburn nella serie televisiva Il Trono di Spade.

## Filmografia parziale

### Cinema
- Il missionario (The Missionary), regia di Richard Loncraine (1982)
- Il giardino indiano (The Assam Garden), regia di Mary McMurray (1985)
- Favole (FairyTale: A True Story), regia di Charles Sturridge (1997)
- The Miracle Maker, regia di Derek W. Hayes e Stanislav Sokolov (2000) – voce
- Esther Kahn, regia di Arnaud Desplechin (2000)
- Charlotte Gray, regia di Gillian Armstrong (2001)
- Y Mabinogi, regia di Derek W. Hayes (2003)
- Immagini (Imagining Argentina), regia di Christopher Hampton (2003)
- River Queen, regia di Vincent Ward (2005)
- Miss Potter, regia di Chris Noonan (2006)
- Pirati dei Caraibi - Oltre i confini del mare (Pirates of the Caribbean: On Stranger Tides), regia di Rob Marshall (2011)
- The Lady - L'amore per la libertà (The Lady), regia di Luc Besson (2011)
- Flutter, regia di Giles Borg (2011)
- The Scapegoat, regia di Charles Sturridge (2012)
- Closer to the Moon, regia di Nae Caranfil (2013)
- Allied - Un'ombra nascosta (Allied), regia di Robert Zemeckis (2016)
- L'amore oltre la guerra (The Exception), regia di David Leveaux (2016)
- Disobedience, regia di Sebastián Lelio  (2017)
- L'ombra delle spie (The Courier), regia di Dominic Cooke (2020)
- Kindred, regia di Joe Marcantonio (2020)
- Benediction, regia di Terence Davies (2021)

### Televisione
- The Mill on the Floss – miniserie TV, 1 puntata (1979)
- Oresteia – miniserie TV, 3 puntate (1979)
- Freud – miniserie TV, 5 puntate (1984)
- Anna of the Five Towns – miniserie TV, 2 puntate (1985)
- Danubio blu (Die Strauß-Dynastie) – miniserie TV, 8 puntate (1991)
- Downtown Lagos – miniserie TV, 3 puntate (1992)
- Il grande amore di Ginevra (Guinevere) – film TV (1994)
- The Politician's Wife – miniserie TV, 3 puntate (1995)
- Bugs - Le spie senza volto (Bugs) – serie TV, 1 episodio (1995)
- Mosè (Moses) – miniserie TV (1995)
- Invasion: Earth – miniserie TV, 4 puntate (1998)
- Vanity Fair – miniserie TV, 5 puntate (1998)
- Perfect Strangers – miniserie TV, 3 puntate (2001)
- Jack e il fagiolo magico (Jack and the Beanstalk: The Real Story) – film TV (2001)
- La rivolta (Uprising) – film TV (2001)
- Swallow – serie TV, 3 episodi (2001)
- Dickens – serie TV, 3 episodi (2002)
- Waking the Dead – serie TV, 2 episodi (2002)
- L'ispettore Barnaby (Midsomer Murders) – serie TV, episodi 6x05-11x07 (2003-2008)
- Testimoni silenziosi (Silent Witness) – serie TV, 2 episodi (2004)
- Spooks – serie TV, 1 episodio (2004)
- La ragazza nel caffè (The Girl in the Café) – film TV (2005)
- Vital Signs – serie TV, 3 episodi (2006)
- Dalziel and Pascoe – serie TV, 2 episodi (2006)
- The Palace – serie TV, 2 episodi (2008)
- Poirot (Agatha Christie's Poirot) – serie TV, episodio 11x02 (2008)
- Il mio amico Einstein (Einstein and Eddington) – film TV (2008)
- Little Dorrit – serie TV, 7 episodi (2008)
- Casualty 1909 – serie TV, 4 episodi (2009)
- Holby City – serie TV, 1 episodio (2010)
- Garrow's Law – serie TV, 4 episodi (2010)
- Primeval – serie TV, 5 episodi (2011)
- The Hour – serie TV, 6 episodi (2011)
- The Hollow Crown – miniserie TV, 4 puntate (2012-2016)
- Secret State – miniserie TV, 2 puntate (2012)
- Spies of Warsaw – miniserie TV, 4 puntate (2013)
- Ripper Street – serie TV, 2 episodi (2013)
- The Escape Artist – miniserie TV, 3 puntate (2013)
- Atlantis – serie TV, 1 episodio (2013)
- Il Trono di Spade (Game of Thrones) – serie TV, 15 episodi (2013-2019)
- Padre Brown (Father Brown) – serie TV, episodio 2x05 (2014)
- Wolf Hall – serie TV, 6 episodi (2015-2024)
- Life in Squares – miniserie TV, 2 puntate (2015)
- Dickensian – serie TV, 15 episodi (2015-2016)
- The Crown – serie TV, 8 episodi (2017)
- A Discovery of Witches - Il manoscritto delle streghe (A Discovery of Witches) – serie TV, episodio 2x07 (2021)
- Il giovane ispettore Morse (Endeavour) – serie TV, 36 episodi (2013-2023)
- Andor – serie TV, 17 episodi (2022-2025)
- 1899 – serie TV, 8 episodi (2022)
- L'ispettore Dalgliesh (Dalgliesh) – serie TV, episodi 3x01-3x02 (2024)

## Doppiatori italiani
Nelle versioni in italiano delle opere in cui ha recitato, Anton Lesser è stato doppiato da:
- Oliviero Dinelli in Miss Potter, Il giovane ispettore Morse, L'ombra delle spie
- Luca Dal Fabbro in Andor, L'ispettore Dalgliesh
- Mino Caprio in Troilo e Cressida
- Danilo De Girolamo in Charlotte Gray
- Sergio Lucchetti ne Il Trono di Spade
- Sergio Di Giulio in Pirati dei Caraibi - Oltre i confini del mare
- Stefano Oppedisano in Allied - Un'ombra nascosta
- Gianni Giuliano in The Crown
- Giorgio Lopez in Disobedience
- Ennio Coltorti in 1899